# Distrito de Batrún

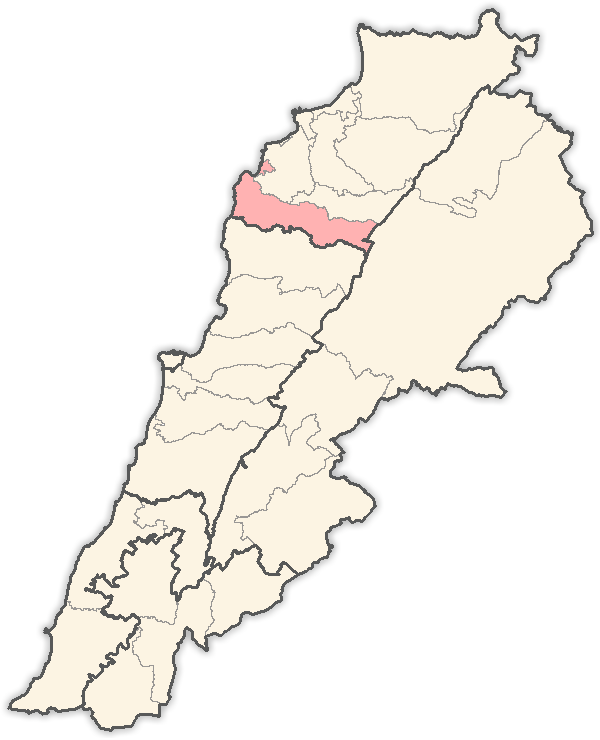
Líbano, distrito de Batrún.

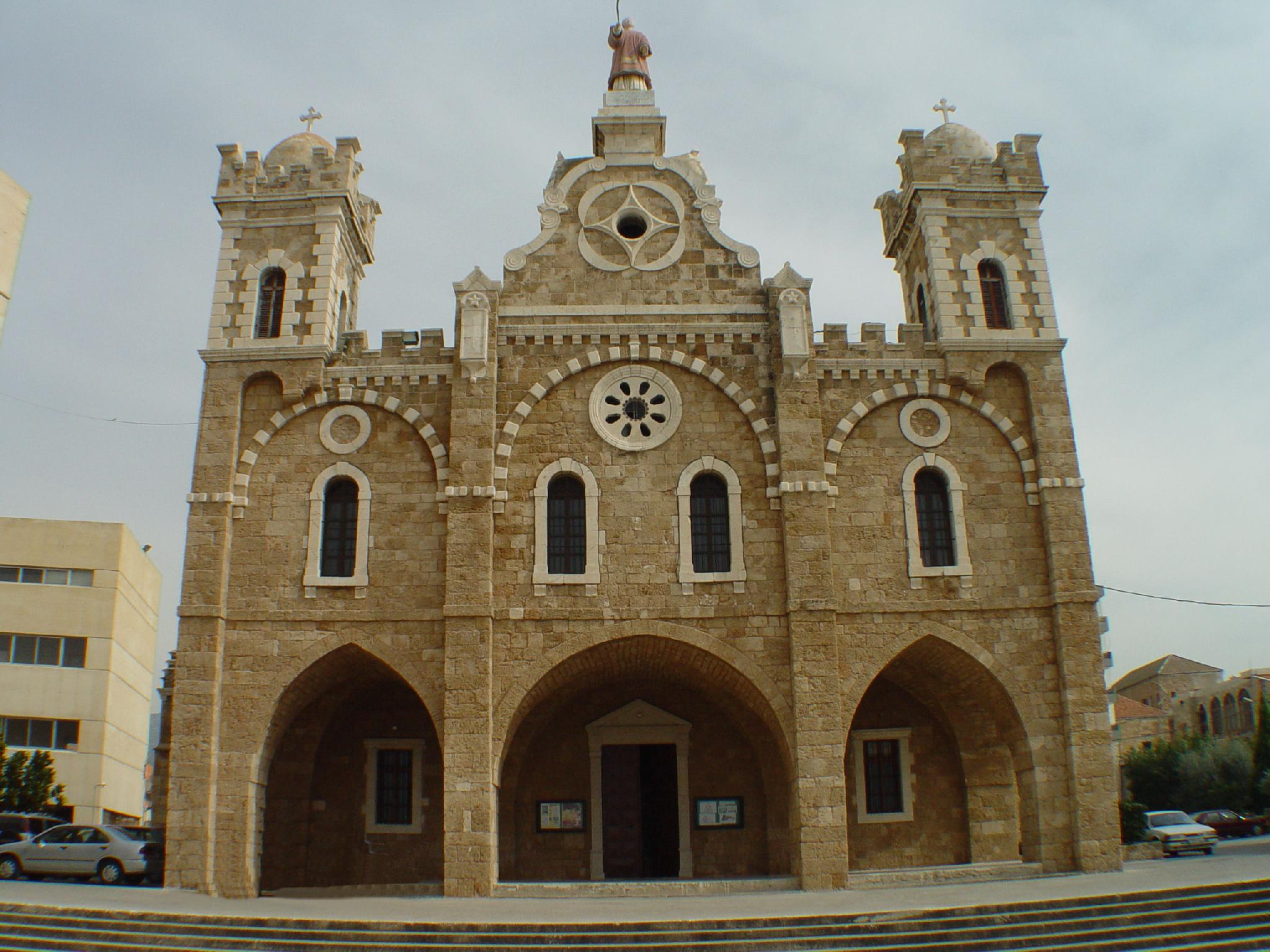
Iglesia de San Esteban (Mar Stfan) en Batrún.

Batrún (en árabe البترون, tr. āl-Btrūn; en griego Βοτρύς, tr. Botrys) es uno de los 6 distritos de Líbano, la capital de este distrito es la ciudad de Batrún.
Es un importante destino turístico en el norte de Líbano. La ciudad cuenta con decenas de iglesias históricas, tanto católicas como ortodoxas griegas. La ciudad es también un importante complejo de playa con una vibrante vida nocturna. Plantaciones de cítricos rodean Batrún, la ciudad ha sido famosa desde principios del siglo XX por su limonada fresca que se vende por la mayoría de los bares y restaurantes de su calle principal.

## Historia
Es una de las ciudades más antiguas del mundo. Batrún es probable que sea el "Batruna" que se menciona en las cartas de Amarna que datan del siglo XIV a. C.
Batrún fue mencionado por los geógrafos antiguos, Estrabón, Plinio el Viejo, Claudio Ptolomeo, Esteban de Bizancio y Hierocles. Teófanes la llamaba “ciudad Bostrys.”  
Los fenicios fundaron Batrún en el lado sur del promontorio llamado en la antigüedad Theoprosopon y durante el Imperio bizantino Cabo Lithoprosopon. Batrún se dice que fue fundada por Ithobaal I (Et-baal), rey de Tiro, cuya hija Jezabel (897-866 a. C.) se casó con Ajab.  
Bajo el dominio romano la ciudad perteneció a la provincia fenicia de Prima, y más tarde la región fue cristianizada.  
En el año 551 Batrún fue destruida por un terremoto, que también causó deslizamientos de tierra y destruyó el cabo Lithoprosopon, los historiadores creen que los grandes murallones del puerto natural se formaron durante el terremoto.

## Distrito de Batrún
Sus límites geográficos están marcados por el río Madfoun en el sur y por el río El Jaouz en el norte. Se extiende desde la costa mediterránea hacia el oeste, cubriendo parcialmente los flancos de Monte Líbano y alcanza los picos de Jabal El Mnaitri a 2700 metros. Tiene 278 kilómetros cuadrados de superficie. El distrito de Batrún es notable por su bosque de cedros que se alzan en las colinas de la aldea de Tannurin.